# James Hetfield
James Alan Hetfield (født 3. august 1963 i Downey, Los Angeles, Californien, USA) er amerikansk forsanger og guitarist i bandet Metallica. Meget af hans barndom var centreret omkring forældrenes religion. Netop grundet deres religiøse overbevisning nægtede Hetfields mor nogen form for medicin eller lægehjælp, da hun fik kræft.

## Obsession
Hetfield var 9 år gammel, da han begyndte at gå til klaverspil. Efterfølgende begyndte han at spille på sin brors trommer, for til sidst at gå over til guitar. I sine teenageår startede han bandet Obsession som var inspireret af bands som Black Sabbath, Led Zeppelin, Thin Lizzy og Motorhead. Obsession bestod af:
- Veloz-brødrene på bas og trommer
- Jim Arnold på guitar
- Hetfield som sanger

Obsession øvede i Veloz-brødrenes garage og er derfor et typisk garageband. Da Veloz-brødrene forlod bandet kom Ron McGovney og Dave Marrs, der i forvejen var roadies med i bandet som erstatning.

## Phantom Lord og Leather Charm
Efter Hetfield flyttede til Brea i Californien startede han på Brea Olinda High School. Der mødte han Jim Mulligan, og de spillede ofte sammen. Senere kom Hugh Tanner (der bar rundt på en Flying V-guitar) og de stiftede sammen bandet Phantom Lord. Phantom Lord bestod af:
- Hugh Tanner på guitar
- Jim Mulligan på trommer
- Hetfield på guitar og som sanger

Bandet prøvede en række forskellige bassister, før Hetfield flyttede tilbage til Downey, efter afsluttet skolegang. Da Hetfield kom tilbage overtalte han McGoveny til at spille bas, og Phantom Lord skiftede navn til Leather Charm. Hetfield var udelukkende sanger i Leather Charm.

## Metallica
Først forlod Tanner bandet, og blev erstattet af Troy James. Senere forlod Mulligan til fordel for et andet band. Det var delvist Mulligan der var årsagen til at Hetfield startede med at lede efter en ny trommeslager, men det var Tanner som introducerede Hetfield til Lars Ulrich. Sammen startede de bandet Metallica.
Det er kendt blandt heavy metal-fans, at Hetfield ikke kom godt ud af det med Dave Mustaine i perioden fra 1981 til 1983, hvilket endte med at Mustaine blev fyret fra bandet. En kendt episode er hvor Hetfield sparker Mustaines hund, og Mustaine til gengæld slår Hetfield i ansigtet. Til at erstatte Mustaine hyrede Metallica Kirk Hammett, der ellers var i bandet Exodus.
Hetfield bidrager med meget materiale til Metallica, og er også karakteriseret som hjertet og sjælen i bandet. Indtil midten af 1990'erne
- Optog han alle rytmiske spor
- Ligeledes de fleste harmoniske spor
- En del soloer (bl.a. Nothing Else Matters, Master of Puppets og Orion
- Han skrev lyrikken
- Skabte de vokale melodier
- Og deltog i at arrangere koncerter

I sin tid med Metallica har han oplevet en del uheld mens de spillede live. Bl.a. oplevede han i 1992 at noget pyroteknik forårsagede en forbrænding på hans venstre arm.

## Afvænning
Under optagelserne af St. Anger-albummet røg Hetfield i afvænning mod alkohol og "andet misbrug". Alkoholmisbruget i Metallica har været så slemt, at bandet er blevet kendt som "Alcoholica". Hetfield var færdig med sin afvænning efter ca. 11 måneder. I starten forårsagede det dog, at bandet kun kunne øve fra 12 til 16 hver dag, til stor gene for resten af bandet. Man kan se meget mere om det i filmen Some Kind of Monster. Derudover var James også væk en lang periode fra bandet. Lars Ulrich og Kirk Hammett var dog forberedte på det værste, og at det i så fald ville ende med en opløsning af bandet.